# Kaja Kallas
Kaja Kallas (pronuncia-se kaia kallas em estoniano, Tallin, 18 de junho de 1977) é uma política estoniana que atuou como primeira-ministra da Estónia de 2021 a 2024, até sua nomeação como Alta Representante da União Europeia para os Negócios Estrangeiros e a Política de Segurança.
Kallas foi líder do Partido Reformista Estónio de 2018 até 2024, membro do Riigikogu de 2019 a 2021 e anteriormente de 2011 a 2014. Também foi deputada no Parlamento Europeu pela Estônia de 2014 a 2018, representando a Aliança dos Liberais e Democratas pela Europa. Antes de sua eleição para o Riigikogu, atuou como advogada especializada em direito da concorrência da União Europeia.
Kaja Kallas graduou-se em direito em 1999 pela Universidade de Tartu e finalizou sua pós-graduação na Estonian Business School em 2007.

## Carreira política

### Primeira-ministra
Em 25 de janeiro de 2021, após a renúncia de Jüri Ratas como primeiro-ministro após um escândalo, Kallas formou um governo de coalizão liderado pela Reforma com o Partido do Centro, tornando-a a primeira primeira-ministra da história da Estônia.
Durante a segunda metade de 2021, a crise energética global de 2021–2022 também interrompeu a economia da Estônia; as empresas foram forçadas a fechar temporariamente, enquanto o público solicitou ajuda do governo para pagar os altos preços da eletricidade e do aquecimento. Kallas inicialmente resistiu aos pedidos de ajuda do governo, sugerindo que o governo deveria buscar soluções de longo prazo em vez de distribuir benefícios governamentais, e que um mercado livre não deveria exigir uma intervenção governamental consistente para manter as pessoas à tona. A crise energética quase causou o colapso do governo de coalizão. Kallas afirmou em um discurso que o alto custo do gás natural aliado à crise russo-ucraniana estava impulsionando o aumento dos preços da energia; e que as medidas de energia verde adotadas pela Estônia limitaram o que o governo poderia fazer para lidar com a crise. Em janeiro de 2022, Kallas anunciou um plano de 245 milhões de euros para reduzir o custo da energia de setembro de 2021 a março de 2022. A crise energética impactou a popularidade de Kallas na Estônia.
Durante a crise russo-ucraniana, Kallas afirmou que o gasoduto Nord Stream 2 era "um projeto geopolítico, não econômico" e pediu que o gasoduto fosse encerrado. Também afirmou que a dependência da Europa do gás natural russo era um problema político significativo. Em janeiro de 2022, Kallas comprometeu a Estônia a doar obuses à Ucrânia para ajudar em sua defesa contra uma possível invasão russa, dependendo da aprovação alemã, pois os obuses foram originalmente comprados da Alemanha. Quando a Alemanha atrasou em dar uma resposta, a Estônia enviou mísseis antitanque Javelin nas primeiras semanas de fevereiro de 2022. Após o reconhecimento da Rússia das Repúblicas Populares de Donetsk e Lugansk, Kallas exigiu que a União Europeia introduzisse sanções à Rússia. Kallas foi elogiada internamente por sua liderança durante a crise Rússia-Ucrânia.
Após a invasão russa da Ucrânia em 2022, iniciada em 24 de fevereiro, a Estônia, juntamente com outros aliados, acionou o Artigo 4 da Organização do Tratado do Atlântico Norte (OTAN). Kallas prometeu apoiar a Ucrânia com apoio político e suprimentos, equipamentos e armas militares. Em abril de 2022, 0,8% do PIB per capita da Estônia em equipamento militar havia sido entregue à Ucrânia. Kallas foi elogiada tanto na Estônia quanto internacionalmente e no exterior como uma das principais vozes pró-ucranianas na guerra, com a New Statesman chamando-a de "Nova Dama de Ferro da Europa". Também apoiou fortemente a admissão da Ucrânia à União Europeia, afirmando que havia um "dever moral" de fazê-lo.
Ela renunciou em 14 de julho de 2022 para formar um novo governo que tomou posse em 18 de julho. O novo governo era uma coalizão de três partidos por seu Partido Reformista, os social-democratas e o partido conservador Isamaa. Seu governo anterior havia perdido a maioria parlamentar depois que o Partido do Centro deixou a coalizão. Como primeira-ministra, atraiu a atenção internacional como líder nos esforços para apoiar a Ucrânia durante a invasão russa na Ucrânia, entregando mais equipamentos militares à Ucrânia como proporção do PIB per capita do que qualquer outro país do mundo.

## Prémios e Reconhecimentos

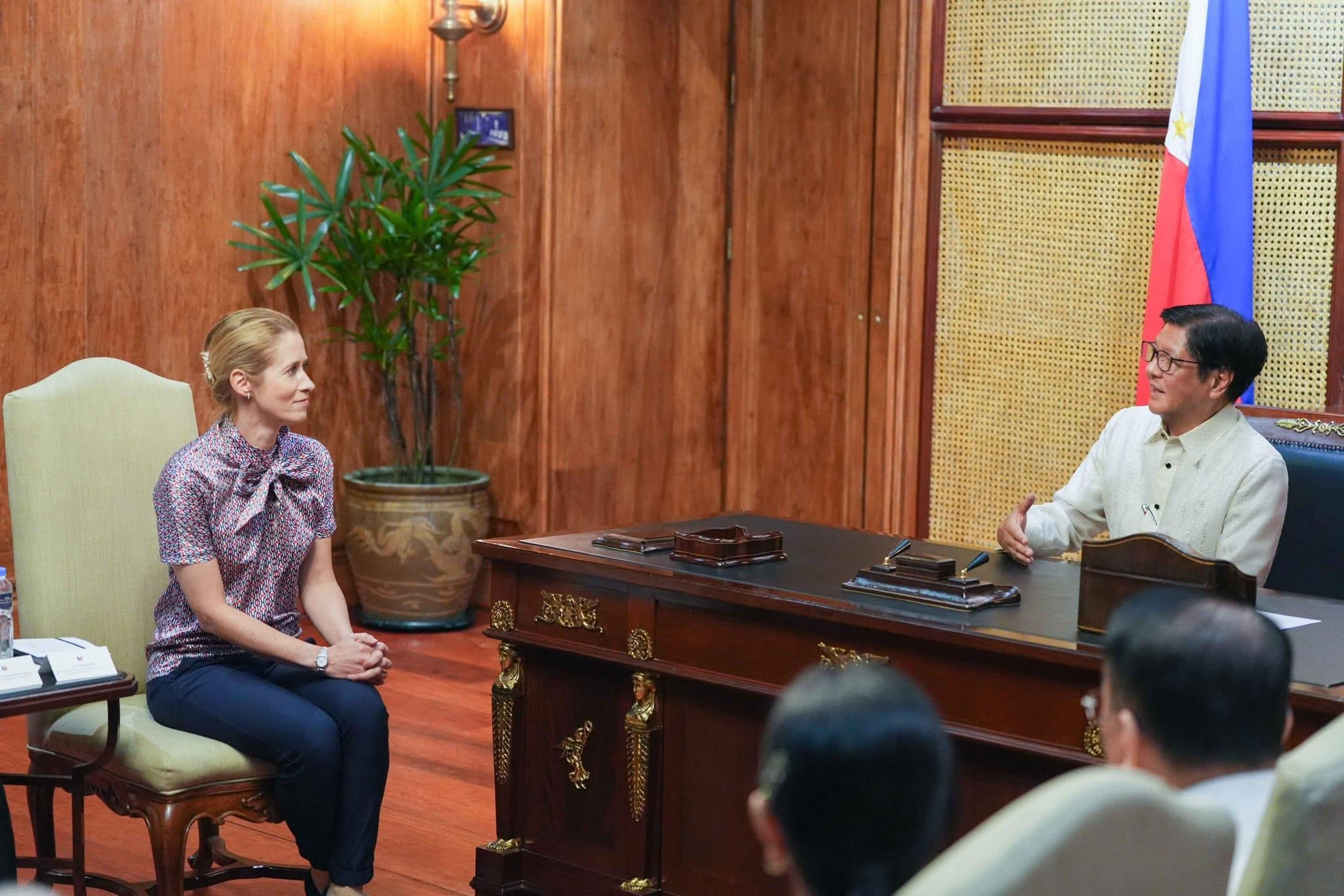
Kallas se encontrou com o presidente filipino Bongbong Marcos em Manila, em 2025.

Em 2023 é agraciada com o prémio Mulheres da Europa no Poder atribuído pelo Movimento Europeu Internacional e pelo Lobby Europeu das Mulheres.